# Clasificación biológica
La clasificación biológica o clasificación científica en biología es un método mediante el cual los biólogos agrupan y categorizan las especies de organismos (sean especies extintas o vivas) y a sus diferentes conjuntos (taxones). La clasificación biológica es una forma de taxonomía científica que se distingue de la taxonomía popular, que carece de base científica. La moderna clasificación biológica nació con los trabajos de Carlos Linneo (1753), quien agrupó a las especies de acuerdo a sus características físicas compartidas y normalizó su denominación. Esta clasificación ha sido revisada para ajustarla a la idea darwiniana del antepasado común. La mayoría de las más recientes revisiones se basan en análisis moleculares de ADN, que usan como datos secuencias de ADN. La clasificación biológica pertenece a la ciencia de la biología sistemática.
La clasificación científica es una de las tareas de la biología sistemática y, más en particular, de la taxonomía biológica, que no sólo admite una jerarquización de características y funciones (taxonomía), sino que también permite establecer un esquema de parentescos, similitudes y relaciones (sistemática) entre los diferentes organismos.
La utilidad principal de la clasificación es que en un nivel científico haya un consenso general y casi universal para establecer un orden esquemático sobre la enorme diversidad de los organismos.

## Primeros sistemas

### Época clásica y medieval
Los actuales sistemas de clasificación de las formas de vida descienden del pensamiento presentado por el filósofo griego Aristóteles, quién publicó en sus trabajos metafísicos y lógicos la primera clasificación conocida y que se cree es anterior a cualquier otra existente. Ésta es la matriz moderna que acuñó palabras como sustancia, especie y género, términos conservados y redefinidos por Carlos Linneo.
Aristóteles también estudió a los animales y los clasificó de acuerdo a su método de reproducción, cosa que luego hizo Linneo con las plantas. La clasificación animal de Aristóteles fue abandonada tan pronto como el nuevo conocimiento adicional se superpuso, y fue olvidada.
La clasificación filosófica es en general como sigue. La substancia primaria es la existencia individual; por ejemplo, Pedro, Pablo, etc. La substancia secundaria es el predicado que acompaña a la substancia primera, o que lo especifica a una categoría, por ejemplo Pedro es un hombre. La propiedad o característica ser hombre es la substancia segunda de la substancia primera que es la existencia de Pedro. La característica no debe estar solamente en lo individual; por ejemplo, ser hábil con la gramática. La habilidad en gramática en su mayor parte está fuera de Pedro y, por tanto, no es una característica suya. Similarmente, la humanidad no está en Pedro; sin embargo, el es un hombre.
Las especies son la substancia secundaria pues son más referidas a la propiedad que a la individualidad. La principiar característica que puede hallarse en Pedro es que Pedro es un hombre. Se ha creado una identidad: "hombre", que es igual para todos los individuos que lo son y sólo para aquellos individuos. Los miembros de una especie difieren sólo en número pero son todos del mismo tipo.
El género es una substancia secundaria menos característica y más general que la especie. Por ejemplo, el hombre es un animal. No todos los animales son hombres. Es menester que un género está formado por especies. No existe límite en el número de géneros aristotélicos que se pueden encontrar que contengan especies. Aristóteles no estructuró los géneros en clases, filos, etc, tal y como sí hizo Linneo en su clasificación.
La substancia secundaria que distinguen unas especies de otras dentro de un género es la diferencia específica. Un hombre puede ser comprehendido entonces como la suma de sus diferencias específicas (la "differentiae" de biología) en categorías cada vez menos generales. Esta suma es la definición; por ejemplo, un hombre es una substancia animada, sensata y racional. La definición más característica contiene la especie, y la más general el género: el hombre es una animal racional. La definición está entonces basada en el problema de la unidad: las especies son solo si todavía tienen muchas differentiae.
Por encima de los géneros están las categorías. Son diez: una de substancia y nueve de "accidentes", universales que deben estar "en" una substancia. Las substancias existen por sí mismas; los accidentes están solo en ellas: cantidad, calidad, etc. No existe la categoría más alta, "ser", debido al siguiente problema, que no fue resuelto hasta la Edad Media por Tomás de Aquino: una diferencia específica no es característica de su género. Si un hombre es un animal racional, entonces la racionalidad no es una propiedad de los animales. La substancia, por tanto, no es un tipo de "ser" porque no tiene diferencias específicas, que no podrían ser no-ser.
El problema del ser ocupó la atención de la escolástica durante la Edad Media. La solución de Santo Tomás, calificó la analogía del ser, estableciendo el campo de la ontología, que recibió la mayor parte de la publicidad y dibujando la línea entre la filosofía y la ciencia experimental. El último apareció durante el Renacimiento de técnica práctica. Linnaeus, un erudito clásico, combinó los dos en el umbral del resurgimiento neo-clásico conocido ahora como el Siglo de las Luces.

### Renacimiento
El naturalista suizo Conrad von Gesner (1516-1565) hizo una contribución importante. El trabajo de Gesner fue una crítica compilación sobre las formas de vida conocidas hasta su época.
La llegada al Nuevo Mundo produjo un gran número de nuevas plantas y animales aún no descritos y clasificados por los colonizadores. Los viejos sistemas tenían dificultades para estudiar y localizar todas esas nuevas especies y a menudo las mismas plantas y animales tenían diferentes nombres simplemente porque había descritas demasiadas especies como para estar al tanto. Se necesitaba un nuevo sistema que pudiera agrupar a estos nuevos especímenes junto a los ya conocidos. El sistema binominal se desarrolló basándose en la morfología de los grupos con características similares. A finales del siglo XVI y comienzos del XVII, comenzó un estudio minucioso de los animales que, comenzando por los tipos conocidos, creció gradualmente hasta formar un cuerpo de conocimiento suficiente como para establecer unas bases anatómicas de clasificación. Los modernos avances en la clasificación de seres vivos se deben a las investigaciones en anatomía médica, de manos de anatomistas tales como Fabricius (1537–1619), Petrus Severinus (1580–1656), William Harvey (1578–1657), y Edward Tyson (1649–1708); así como a los progresos en entomología y los primeros microscopios que posibilitaron los trabajos y avances de Marcello Malpighi (1628–1694), Jan Swammerdam (1637–1680), y Robert Hooke (1635–1702). Lord Monboddo (1714–1799) fue uno de los primeros pensadores abstractos cuyos trabajos ilustraron el conocimiento entre especies relacionadas, que fueron preludio de la teoría de la evolución. Los sucesivos desarrollos en la historia de la entomología pueden seguirse en el sitio web "Insecta", haciendo clic en los sucesivos trabajos ordenados cronológicamente.

### Primeros metodistas
A finales del siglo XV, algunos autores llegaron a preocuparse por el llamado methodus (método). Por método los autores se refieren a la organización de minerales, plantas y animales acorde a los principios de la división lógica. El término metodistas fue acuñado por Carlos Linneo en su Bibliotheca botanica para denotar a los autores preocupados por los principios de la clasificación (en contraste con los llamados coleccionistas que se centraban primordialmente en la descripción de las plantas poniendo poca o nula atención a su clasificación en géneros, etc). Los primeros metodistas importantes fueron el filósofo, físico y botánico italiano Andrea Caesalpino, el naturalista inglés John Ray, el físico y botánico alemán Augustus Quirinus Rivinus, y el físico, botánico y viajero Joseph Pitton de Tournefort.
Andrea Caesalpino (1519–1603) en su De plantis libri XVI (1583) propuso la primera organización metódica de plantas. En las bases de su estructura, con respecto al tronco y la fructificación, él dividió las plantas en cincuenta "grandes géneros".
John Ray (1627–1705) fue un naturalista inglés que publicó un importante trabajo sobre plantas, animales y teología natural. El enfoque escogido en la clasificación de las plantas en su De historia plantarum fue un importante paso hacia la taxonomía moderna. Ray rechazó el sistema de división dicotómica por el cual las especies eran clasificadas de acuerdo a un preconcebido sistema del tipo uno/otro, y en vez de ello clasificó las plantas de acuerdo a similitudes y diferencias procedentes de su observación. 
Tanto Caesalpino como Ray usaron los nombres tradicionales de las plantas y, de este modo, los nombres de las plantas no reflejaban su posición taxonómica (por ejemplo, aunque sabiendo que la manzana y el melocotón pertenezcan a diferentes "grades géneros" del methodus de John Ray, ambos conservaron sus nombres tradicionales,Malus and Malus Persica respectivamente. Un importante paso fue dado por Rivinus and Pitton de Tournefort quienes hicieron del género un rango distinto en la jerarquía taxonómica e introdujo la práctica de nombrar a las plantas de acuerdo a su género.
Augustus Quirinus Rivinus (1652–1723), en su clasificación de plantas basada en las características de sus flores, introdujo la categoría de orden (correspondiente al "gran género" de John Ray y Andrea Caesalpino). Él fue el primero en abolir la antigua división de las plantas en hierba y árbol e insistió en el método más certero de división, basado solamente en las partes de su fructificación. Rivinus usó extensivamente claves dicotómicas para definir tanto a los órdenes cómo a los géneros. Su método de nombramiento de plantas y especies se parece al de Joseph Pitton de Tournefort. Los nombres de todas las plantas pertenecientes al mismo género deben empezar con la misma palabra (nombre genérico). Cada género contiene varias especies y todas con el mismo y único nombre genérico, mientras que el segundo nombre de la especie era uno elegido conforme a sus diferencias específicas (differentia specifica).
Joseph Pitton de Tournefort (1656–1708) introdujo una jerarquía aún más sofisticada de clases, secciones, géneros y especies. Él fue el primero en usar consistentemente la composición uniforme de los nombres de las especies consistentes en un nombre genérico y una frase diagnóstico differentia specifica. A diferencia de Rivinus, él usó differentiae con todas las especies de géneros politípicos.

## Sistemas modernos

### Características de los sistemas de clasificación
Independientemente de la escuela que la defina, el fin último de la taxonomía es presentar un sistema de clasificación que agrupe a toda la diversidad de organismos en unidades discretas dentro de un sistema estable, sobre las que les sea posible trabajar a los investigadores. 
Los sistemas de clasificación están compuestos por taxones (del griego ταξα, taxa) ubicados en sus respectivas categorías taxonómicas. La decisión de qué clados deberían convertirse en taxones, y la decisión de en qué categorías taxonómicas debería estar cada taxón, son un poco arbitrarias, pero hay ciertas reglas no escritas que los investigadores utilizan para que el sistema de clasificación sea "útil". Para que un sistema de clasificación resulte útil debe ser manejable, y para ello debe organizar la información de la forma en que sea más fácil de recordar. Judd y colaboradores (2002) coinciden en que:
1. cada taxón debe tener evidencia fiable de que forma un grupo monofilético: para convertir un clado en taxón debe haber muchas sinapomorfias que lo justifiquen, y debe haber una cantidad de caracteres diagnósticos que permitan diferenciarlo del resto de los taxones, lo cual ayudaría a la estabilidad del sistema de clasificación;
2. algunos sistemáticos apoyan la idea de que cada taxón debería tener caracteres morfológicos obvios que permitan identificarlo, lo cual ayudaría a la identificación por los no sistemáticos, y ayudaría a inferir muchos aspectos de su biología;
3. los taxones que componen un sistema de clasificación deben tener en lo posible entre 3 y 7 subtaxones, un número que puede manejar con facilidad la memoria humana (Stevens 1998). En las palabras de Davis y Heywood (1963:83): "Debemos ser capaces de ubicar a los taxones en taxones de categoría más alta de forma que podamos encontrarlos de nuevo".[4]
4. Otro criterio es la estabilidad de la nomenclatura. Los grupos que ya han sido nombrados en el pasado deberían continuar con el mismo nombre en lo posible.

Una vez decidido qué clados convertir en taxones, los sistemáticos deben decidir en qué categorías taxonómicas ubicarlos, lo cual es arbitrario. Por razones históricas se utilizan las categorías linneanas de clasificación: reino, filo o división, clase, orden, familia, género y especie (ver en la sección de historia de la taxonomía). Los mismos criterios utilizados para saber si nombrar un taxón pueden ser utilizados para saber en qué categoría taxonómica ubicarlo, en especial el de la estabilidad en la nomenclatura.
Los sistemas de clasificación que nacen como resultado de la taxonomía tienen dos utilidades:
- Sirven como contenedores de información. Los científicos de todo el mundo utilizan los taxones como unidad de trabajo, y publican los resultados de sus trabajos en relación con el taxón estudiado. Por lo tanto los nombres científicos de los organismos son la clave de acceso a un inmenso cuerpo de información, disperso en muchas lenguas y procedente de muchos campos de la Biología.
- Permiten hacer predicciones acerca de la fisiología, ecología y evolución de los taxones. Por ejemplo, es muy común que cuando se encuentra un compuesto de interés médico en una planta, se investigue si ese compuesto u otros similares se encuentran también en otras especies emparentadas con ella.

### Linneano
Dos años después de la muerte de John Ray, nació Carolus Linnaeus, conocido también como Carlos Linneo (1707–1778). Su gran trabajo, el Systema Naturae (primera ed. 1735), produjo 11 ediciones más durante su vida. En su trabajo, la naturaleza fue dividida en tres reinos: mineral, vegetal y animal. Linneo usó cinco rangos: clase, orden, género, especie y variedad.
Propuso la clasificación jerárquica de las especies, también la fórmula binominal, consistente en el uso de dos palabras para asignar un nombre único para cada especie: la primera es el nombre del género y la segunda es el epíteto específico; de esta forma, la combinación de ambas designa a la especie como si ésta tuviera "nombre y apellido".
Los taxones (grupos de la clasificación) están sujetos a una permanente revisión para mejorar la consistencia con el principio de la descendencia común, que desde Charles Darwin es la base del agrupamiento. La sistemática molecular, que utiliza análisis de ADN genómico, ha conducido a muchas modificaciones recientes y lo seguirá haciendo. 
Un ejemplo de la renovación de la clasificación lo tenemos en el nivel más básico. Robert Whittaker venía reconociendo la existencia de cinco reinos, uno procariótico (Monera), y cuatro eucarióticos (Protista, Fungi, Animalia y Plantae). Ahora se distinguen dos dominios, Prokaryota, estructurado en dos reinos, Bacteria y Archaea; y Eukarya, dividido éste a su vez en los cuatro reinos arriba enumerados. Filogenéticamente hablando, cabe aclarar que el primero en separarse del árbol evolutivo fue el reino Bacteria, quedando más cercanos filogenéticamente Archaea con Eukarya.
Linneo abandonó los largos nombres descriptivos de clases y órdenes y nombre binominales genéricos (p.e. Bursa pastoris) todavía usados por sus predecesores inmediatos (Rivinus y Pitton de Tournefort) y los sustituyó por nombres atómicos, dando géneros junto a detallados diagnósticos (caracteres naturales) y reduciendo la numerosa variedad de especies, salvando a la botánica del caos de las nuevas formas producidas por los horticultores.
Linneo es conocido por introducir el método todavía usado para formular el nombre científico de cada especie. Antes de Linneo se usaban nombres largos con muchas palabras (compuestos por un nombre genérico y una differentia specifica), pero aunque todos esos nombres daban una descripción de las especies, no eran rígidos. En su Philosophia Botanica (1751) Linneo puso mucho empeño en mejorar la composición y reducir el tamaño de tan largos nombres para abolir una retórica innecesaria, introduciendo unos nuevos términos descriptivos y definiendo sus significados con una precisión sin precedentes. A finales de la década de 1740 Linneo llegó a usar un sistema paralelo de nomenclatura de nomina trivialia. Nomen triviale (nombre banal) era un epíteto de una o dos palabras que se ponía en el margen de la página cerca del "nombre científico" que tenía varias palabras. La única norma aplicada por Linneo era que dicho nombre trivial fuera corto, único para un género dado, y que no sería cambiado. Linneo aplicó consistentemente su nomina trivialia para las especies de plantas en su Species Plantarum (primera edición, 1753) y en las especies animales en la décima edición de su Systema Naturae (1758).
Para ser consistente en su uso de dichos epítetos, Linneo separó la nomenclatura de la taxonomía. A pesar de que el uso paralelo del nomina trivialia y el pluri-nombre descriptivo continuaron hasta bien entrado el siglo dieciocho, fue gradualmente replazado por el uso de nombres propios cortos combinados con el nombre genérico y el nombre trivial de la especie. En el siglo XIX fue codificado en las primeras Reglas y Leyes de Nomenclatura, en la primera edición de Species Plantarum y en la décima de Systema Naturae donde se forjaron las bases de la Nomenclatura Biológica y Zoológica respectivamente. Esta convención para nombrar especies es llamada nomenclatura binominal.
Hoy, la nomenclatura es regulada por los códigos de nomenclatura que permiten dar nombres divididos en categorías taxonómicas. Existen ocho categorías taxonómicas principales: dominio, reino, filo o división, clase, orden, familia, género y especie.

### Evolutivo
Mientras que la clasificación linneana facilita la identificación, es generalmente aceptado que la clasificación debe reflejar el principio darwiniano del antecesor común.
Desde 1960 la tendencia llamada taxonomía cladista (o simplemente cladística o cladismo) fue emergiendo, creando taxones en un árbol filogenético. Si un taxón incluye a todos los descendentes (y únicamente a ellos) de una forma ancestral, es llamado taxón monofilético, en oposición a la parafilética, que no incluye a todos los descendientes. Cualquier otro grupo es llamado polifilético.
Un nuevo código formal de nomenclatura, el PhyloCode, que fue renombrado como "Código internacional de nomenclatura filogenética" (ICPN), está actualmente bajo desarrollo, organizado mediante clados. Las categorías lineanas serán opcionales en PhyloCode, que pretende coexistir con los actuales códigos basándose en categorías.
Los dominios son unas agrupaciones biológicas relativamente modernas. El sistema de tres dominios fue propuesto en 1990, pero no fue generalmente aceptado hasta tiempo después. La mayoría de los biólogos aceptan ya este sistema de dominios, pero ahora una importante minoría usa un método de cinco reinos. La principal característica del sistema de tres dominios es la separación de Archaea y Bacteria, anteriormente agrupada en el único reino Bacteria (reino también llamado a veces Monera). Consecuentemente, el sistema de tres dominios es conceptualizado como Archaea, Bacteria, y Eukaryota. Una pequeña minoría de científicos añaden Archaea como un sexto reino, pero este método no goza de popularidad.
Thomas Cavalier-Smith, quien ha trabajo extensivamente en la clasificación del reino protista, ha propuesto recientemente el clado Neomura, que agrupa juntos a Archaea y Eukarya, que serían descendientes de Bacteria, más precisamente de Actinobacteria.
| Linneo 1735 2 reinos | Haeckel 1866 3 reinos | Chatton 1925 2 grupos | Copeland 1938 4 reinos | Whittaker 1969 5 reinos | Woese et al. 1977,1990 3 dominios | Cavalier-Smith 1998 6 reinos | Ruggiero et al. 2015 2 superreinos y 7 reinos |
| -------------------- | --------------------- | --------------------- | ---------------------- | ----------------------- | --------------------------------- | ---------------------------- | --------------------------------------------- |
| (no tratados)        | Protista              | Prokaryota            | Monera                 | Monera                  | Archaea                           | Bacteria                     | Archaea                                       |
| (no tratados)        | Protista              | Prokaryota            | Monera                 | Monera                  | Bacteria                          | Bacteria                     | Bacteria                                      |
| (no tratados)        | Protista              | Eukaryota             | Protoctista            | Protista                | Eucarya                           | Protozoa                     | Protozoa                                      |
| (no tratados)        | Protista              | Eukaryota             | Protoctista            | Protista                | Eucarya                           | Chromista                    | Chromista                                     |
| Vegetabilia          | Plantae               | Eukaryota             | Protoctista            | Fungi                   | Eucarya                           | Fungi                        | Fungi                                         |
| Vegetabilia          | Plantae               | Eukaryota             | Plantae                | Plantae                 | Eucarya                           | Plantae                      | Plantae                                       |
| Animalia             | Animalia              | Eukaryota             | Animalia               | Animalia                | Eucarya                           | Animalia                     | Animalia                                      |

## Autoridades (cita de autor)
El nombre de cualquier taxón debe ser seguido de la "autoridad" (o autoridades) del nombre, esto es, el nombre del autor que por primera vez publicó una descripción válida de él. Estos nombres son frecuentemente abreviados: la abreviatura "L." Linnaeus, y en botánica existe una regulada lista de abreviaturas estándar (ver lista de botánicos por la abreviatura del autor). El sistema de asignar autoridades es ligeramente diferente en las diferentes ramas de la biología: ver Autor de nombre científico. Sin embargo, es un estándar que si el nombre o ubicación ha cambiado desde la descripción original, el primer nombre de autoridad es puesto entre paréntesis y el autor del nuevo nombre o ubicación se coloca detrás (usualmente solo en botánica).

## Identificador único global (nomenclatura)
Dentro de la comunidad de la Biodiversidad informática, existe una tendencia a ofrecer un Identificador único global en la forma de Identificador de las Ciencias de la Vida para todos los nombres biológicos. Este debería permitir autores de nombres de cita sin ambigüedades en medios electrónicos y reducir el volumen de errores en el deletreo de nombres o abreviaturas de nombres de autoridad. Tres grandes bases de datos de nomenclatura (referidos como nomenclators) ya han comenzado este proceso, estos son Index Fungorum, Índice Internacional de Nombres de Plantas y Zoo Bank. Otras bases de datos, que publican más taxonomía que datos de nomenclatura, han empezado también a usar  LSIDs para identificar taxones. El ejemplo más significativo de esto es Catálogo de la Vida. El siguiente paso en la integración llegará cuando estas bases de datos taxonómicas incluyan referencias a las bases de datos de nomenclatura usando LSIDs.